# Rana sierrae
Espèce
Synonymes
- Rana boylii sierrae Camp, 1917

Statut de conservation UICN

 EN B2ab(ii,iv,v) : En danger
Rana sierrae est une espèce d'amphibiens de la famille des Ranidae.

## Description
Cette grenouille a la partie postérieure de son corps ainsi que son abdomen coloré en jaune, sur la face ventrale. Son corps, jambes non tendues, mesure entre 6 et 8 cm. En hiver, elle va hiberner dans les profondeurs des lacs gelés et en été elle va vivre et chasser le jour sans s'éloigner de plus de 2 m d'un point d'eau. Elle se nourrit notamment d'insectes, araignées et de vers.
Lorsqu'elles se sentent menacées, ces grenouilles vont dégager une forte odeur pour repousser d'éventuels prédateurs.

## Répartition
Cette espèce est endémique du Sud-Ouest des États-Unis. Elle se rencontre dans la Sierra Nevada en Californie et dans le sud du comté de Washoe au Nevada,.
Cet amphibien vit à proximité direct des lacs et ruisseaux d'altitude. On peut le trouver jusqu'à 3 600 m d'altitude.

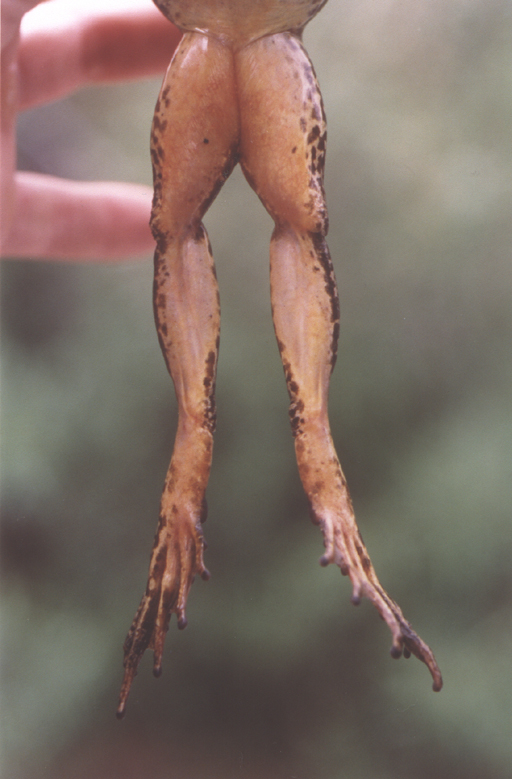

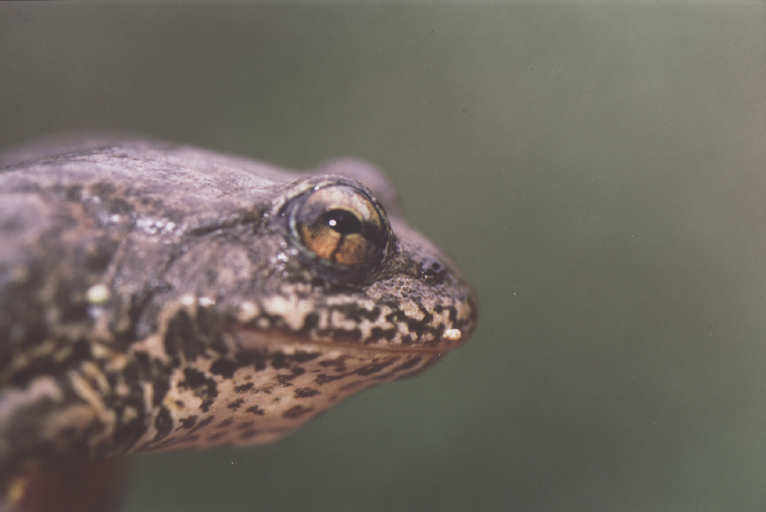

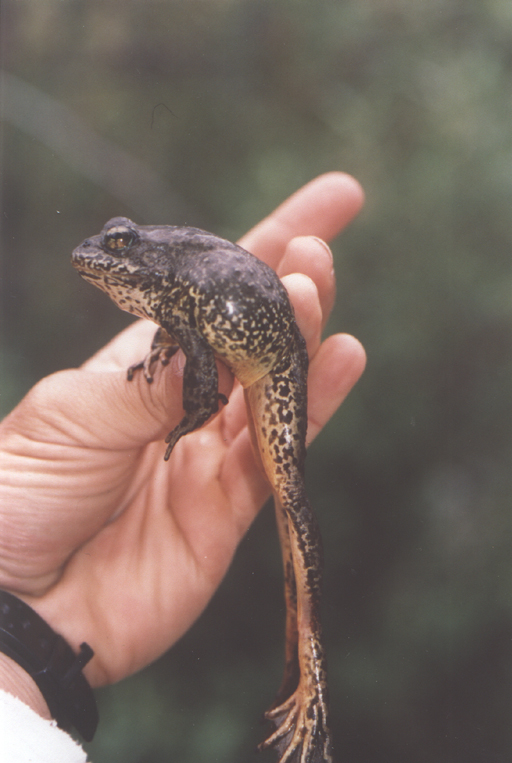

## Reproduction
La reproduction s'engage au printemps, après le dégel. Après la fécondation, les œufs vont être déposés dans la végétation aquatique. Une fois sortie des œufs, les têtards vont mettre 3 à 4 ans pour atteindre leur maturité.

## Étymologie
Cette espèce est nommée en référence au lieu de sa découverte, la Sierra Nevada.

## Publication originale
- Camp, 1917 : Notes on the systematic status of the toads and frogs of California. University of California Publications in Zoology, vol. 17, p. 115-125 (texte intégral).